# HM 12
HM 12 Fateh (или Hadid) — иранский 60-мм миномёт, производимый компанией Ammunition & Metallurgy Industries Group, входящей в Организацию оборонной промышленности Ирана.
Это нелицензионная копия израильского 60-мм миномёта Soltam. Обычно его расчёт состоит из двух солдат, но в неотложных случаях им может управлять и один.

## Операторы
- Иран
- Сирия
- Силы народной мобилизации[11]
- Северный альянс